# Armoriale delle famiglie italiane (J)
Questo è l'armoriale delle famiglie italiane il cui cognome inizia con la lettera J.

## Armi
| Stemma | Casato e blasonatura |
| ------ | --- |
|        | Jaci (Palermo, Piazza Armerina) Titolo: baroni di Feudonovo D'azzurro al leone d'oro tenente con la branca anteriore destra tenente una palma di verde e con la sinistra una spada volta all'ingiù ed infitta in uno scudo d'arme, il tutto d'oro (citato in Spreti, vol. III, pag. 699 e in La Rosa, Jaci.) Leone rampante di oro tenente nella destra una foglia di palma di verde e nella sinistra una spada di oro posta in palo appuntata al basso su uno scudo dello stesso tutto su azzurro (citato in Leonemarinato, Jaci.) |
|        | Jacini (Milano, Ville a Casalbuttano (Cremona), Zuccone Robbasacco (Triuggio), Castelnuovo (Erba)) Titolo: conti D'azzurro al castello d'argento, aperto e finestrato del campo, torricellato a destra e a sinistra, merlato alla ghibellina, sormontato da un sole d'oro accostato da due stelle d'argento, e fondato sulla campagna sbarrata di rosso e d'oro (citato in Spreti, vol. III, pag. 699) Castello a 2 torri merlato alla ghibellina su azzurro aperto e finestrato del campo su - campagna sbarrata di rosso e di oro - sole raggiante di oro in alto in capo affiancato da - 2 stelle (5 raggi) di argento su azzurro (citato in Leonemarinato, Jacini.) D'azzurro al mastio d'argento aperto e finestrato del campo, merlato alla ghibellina, torricellato a destra e a sinistra, ciascun pezzo merlato alla ghibellina, sormontato da un sole d'oro, accostato da due stelle d'argento e fondato sulla campagna sbarrata di rosso e d'oro (citato in Blasonario cremonese, Jacini.) Cimiero: sole d'oro in mezzo ad un volo, l'ala di destra troncata di oro e di rosso, la sinistra troncata d'azzurro e d'argento Motto: Quod me sustulit sustineat   |
|        | Jackson (Pisa, San Miniato) Inquartato: nel 1° e 4° d'argento, allo scaglione di nero caricato di tre rose d'oro e accompagnato da tre teste d'uccello d'azzurro, 2.1; nel 2° e 3° di rosso, alla gamba umana recisa d'oro trafitta alla coscia da un dardo spezzato d'argento e sanguinosa del campo, al quarto franco d'azzurro caricato di un castello d'oro (citato in Ceramelli, fasc. 5805.) |
|        | Jacobilli (Montefalco) (di ..., al leone di ... tenente con la branca sinistra sollevata una spada alta di ...; alla fascia di ... attraversante) (citato in Degli Abbati) |
|        | Jacquemond (Savoia) Di azzurro al monte di 3 cime d'oro, col capo d'argento caricato di una stella d'azzurro (citato in Spreti, vol. III, pag. 701) Monte a 3 cime di oro su azzurro - stella (5 raggi) di azzurro su argento in capo (citato in Leonemarinato, Jacquemond.) Cimiero: un grifone uscente Supporti: due grifoni Motto: Ad alta vehit virtutem fides |
|        | Jacquier de Vaujanj (Saint Jean de la Porte, Biella, Torino) Titolo: baroni Burellato d'argento e d'azzurro di dieci pezzi; col capo di rosso, carico di un leone d'argento, nascente, linguato di rosso (citato in Spreti, vol. III, pag. 701) Fasciato di argento e di azzurro (10 pezzi) - leone rampante nascente dalla partizione di argento su rosso in capo (citato in Leonemarinato, Jacquier de Vaujanj.) |
|        | Jadopi (Molise) Sbarrato di 7, d'oro e di rosso, al capo d'azzurro al crescente montante d'argento (citato in DAlena) |
|        | Jahn Di rosso al levriere di argento collarinato di oro, corrente sulla campagna di verde (citato in Spreti, vol. III, pag. 702) |
|        | Jahn Rusconi Partito: nel 1º di rosso al levriere di argento collarinato di oro, corrente sulla campagna di verde (Jahn); nel 2º di argento troncato: sopra al leone illeopardito di rosso accostato da sei trifogli al naturale, tre per parte; sotto a tre bande di rosso (Rusconi) (citato in Spreti, vol. III, pag. 702) Cane levriero passante di argento collarinato di oro su terrazzo di verde su rosso - leone passante di rosso affiancato da - 6 trifogli di verde posti in doppio palo su argento - 3 bande di rosso su argento (citato in Leonemarinato, Jahn Rusconi.) Motto: Nil difficile volenti |
|        | Jalina o Ialina (Venezia) (FR) Coupé d'argent sur gueules, à six poids en forme de vases sans anses, de l'un à l'autre, 3 et 3. (citato in http://www.euraldic.com/lasu/bl/bl_j_al.html) (citato in [ Biblioteca Estense ID 5965, 6969]) |
|        | Jannocari (Molfetta) D'argento, al pino al naturale sradicato e fruttato d'oro, afferrato da un destrocherio di carnagione, vestito di porpora, uscente dal fianco sinistro dello scudo (citato in Molfetta, Jannocari.) |
|        | Jaquemond (Chambéry) Titolo: baroni D'azzurro, al monte di tre cime d'oro, con il capo d'argento, carico di una stella d'azzurro Motto: Ad alta vehit virtutem fides (citato in Bona, Jaquemond.) |
|        | Jarca degli Uberti (Conegliano) Titoli: Nobile D'azzurro al monte di tre cime, sostenente una colomba coronata di argento, tenente nel becco un ramoscello di olivo, il tutto al naturale (citato in Spreti, vol. III,pag. 702 ) Colomba della pace coronata di argento sul più alto di 3 monti al naturale di verde uscenti dalla punta su azzurro (citato in Leonemarinato, Jarca degli Uberti.) |
|        | Jasozzi (del Napoletano) Di nero, alla fascia in divisa d'argento, accompagnata da sei mezzi voli destri abbassati dello stesso, tre in capo e tre in punta (citato in Crollalanza, p. 528) |
|        | Jelardi (San Marco dei Cavoti, Napoli) Titolo: nobili D'azzurro ai due leoni tenenti nel campo una ruota, poggianti su di un monte di tre cime, il tutto al naturale Motto: Caesar piactus (citato in La Rosa, Jelardi.) |
|        | Jelo di Lentini (Lentini) Titoli: Nobile, Patrizio, Barone, trattamento di don e donna, Inquartato: nel primo, d'azzurro allo scoglio uscente da un mare fluttuoso il tutto al naturale, sormontato da tre stelle d'oro male ordinate; nel secondo, di rosso al leone d'oro rivoltato; nel terzo partito, al primo di rosso alla gemella in sbarra, nel secondo d'oro a due pesci al naturale in palo, nel quarto di rosso a due leoni affrontati”. (citato in Mango) |
|        | Joannini (Joannini Ceva di San Michele) (Torino) Trinciato di argento e di azzurro, al leone dell'uno nell'altro, col capo del secondo, carico di un sole d'oro (citato in Spreti, vol. III, pagg. 702 e 703) Leone rampante trinciato di azzurro e di argento su trinciato di argento e di azzurro - sole raggiante di oro su azzurro in capo (citato in Leonemarinato, Joannini.) Cimiero: un sole d'oro Motto: Dum minuit auget |
|        | Jocteau (Savoia, Torino) Titolo: conti; baroni Troncato di argento e di oro, al leone tenente, colle branche, un ramo di giglio di giardino fiorito di tre pezzi; il tutto al naturale (citato in Spreti, vol. III, pagg. 703 e 704 e in Bona, Jocteau.) Leone rampante tenente con le zampe anteriori un ramo di giglio di giardino fiorito di 3 pezzi tutto al naturale su troncato di argento e di oro (citato in Leonemarinato, Jocteau.) Cimiero: il leone col giglio, del campo, nascente |
|        | Joppolo o Ioppolo (Sinagra, Palermo) Titolo: conte di Naso; duca di Sinagra, di San Biagio, S. Antonino, Cesarò, S. Elia D'azzurro, a due bande d'oro, abbassate sotto la fascia in divisa, accompagnate da cinque stelle 1, 2 e 2; la divisa sostenente un drago passante sinistrato da un giglio, il tutto dello stesso (citato in Spreti, vol. III, pag. 704, in La Rosa, Joppolo., in Mango e in Nobili di Sicilia, Joppolo. Copia archiviata, su famiglia-nobile.com. URL consultato il 23 marzo 2013 (archiviato dall'url originale il 5 marzo 2016).) Fascia di oro su azzurro - drago passante sulla fascia affiancato a destra da un giglio tutto di oro su azzurro in alto - 2 bande di oro accompagnate da - 5 stelle (5 raggi) di oro poste in banda 1,2,2 su azzurro in basso (citato in Leonemarinato, Joppolo.) alias D'azzurro, con due bande abbassate sotto d'una riga, sostenente un drago sinistrato da un giglio, e cinque stelle poste 3 e 2, il tutto d'oro Corona di principe (citato in Nobili di Sicilia, Ioppolo. Copia archiviata, su famiglia-nobile.com. URL consultato il 23 marzo 2013 (archiviato dall'url originale il 5 marzo 2016).) |
|        | Josa o Iosa o Sosa (Sicilia) Inquartato in decusse d'argento e d'azzurro (citato in Mango) |
|        | Jouvencel (Valsusa, Francia) D'oro, a due palme di verde addossate, moventi da un crescente di rosso, con il capo d'azzurro, carico di un sole d'oro, accostato da due stelle, d'argento (citato in Bona, Jouvencel.) |
|        | Juducibus de Castegnate (la blasonatura non è stata ancora caricata) (citato in DAlena) |
|        | Jurato o Giurato (Messina, Palermo, Catania, Vizzini) Titolo: nobile, barone di Monte Sacra Di rosso, alla banda (o sbarra?) d'oro (citato in La Rosa, Jurato.) |